# Tom Goes to the Mayor
Tom Goes to the Mayor è una serie televisiva animata statunitense del 2004, creata da Tim Heidecker e Eric Wareheim.
La serie è stata trasmessa per la prima volta negli Stati Uniti su Adult Swim dal 14 novembre 2004 al 25 settembre 2006, per un totale di 30 episodi ripartiti su due stagioni.

## Trama
La serie si concentra su Tom Peters, un ragazzo che si è appena trasferito a Jefferton, una città degradata e fatiscente piena di centri commerciali e ristoranti. Il format di ogni episodio in sé è semplice: l'episodio inizia con Tom che ha dei progetti da portare al sindaco, il sindaco gli accetta e nel corso dell'episodio si scopre come in realtà questi risultano essere distruttivi e per niente utili.

## Episodi
| Stagione         | Episodi | Prima TV USA | Prima TV Italia |
| ---------------- | ------- | ------------ | --------------- |
| Prima stagione   | 13      | 2004-2005    | inedita         |
| Seconda stagione | 17      | 2006         | inedita         |
| Speciali         | 1       | 2005         | inedito         |

## Personaggi e doppiatori

### Personaggi principali
- Tom Peters (stagioni 1-2), doppiato da Tim Heidecker.

Un imprenditore di 32 anni le cui idee si trasformano sempre in grandi disastri. Nel corso della serie si scopre il lato debole, timido e privo di autostima di Tom, il quale si lascia usare e manipolare da tutte le persone con cui entra in contatto. Viene spesso deriso dai suoi figliastri e viene spesso rimproverato dalla moglie Joy. Tom non ha alcun lavoro apparente (oltre a essere un imprenditore locale) e possiede una Maluch con gravi problemi di emissione. Una gag in esecuzione della serie vuole che, nonostante il nome di Tom sia relativamente semplice da scrivere, è quasi sempre scritto male, come Tom Petres, Thom P. Tiers o Taumpy Tearrs.
- Il Sindaco (stagioni 1-2), doppiato da Eric Wareheim.

Il sindaco della città. È un uomo amichevole ma è folle e infantile e spesso passa i suoi giorni lavorativi a guardare la TV nel suo ufficio. Spesso usa un tono condiscendente quando parla con Tom. Secondo il vecchio sito web di Adult Swim, il sindaco ha servito Jefferton per almeno dodici anni a causa di una strana legge locale che conferisce al sindaco tredici anni di mandato. Il sindaco è sposato e ha tre figli. Durante la serie, il sindaco ha mostrato tratti di stupidità, follia, egoismo e persino malvagità.

### Personaggi ricorrenti
- Joy Peters (stagioni 1-2), doppiata da Stephanie Courtney e interpretata da Michael Q. Schmidt.
- Figliastri di Tom (stagioni 1-2).
- Jan e Wayne Skylar (stagioni 1-2), doppiati da Tim Heidecker e Eric Wareheim.
- Consiglio della Città (stagioni 1-2), doppiato da Craig Anton e Ron Lynch.
- Renee la receptionist (stagioni 1-2), doppiata da Stephanie Courtney.

### Personaggi secondari
- Gibbons (stagioni 1-2), doppiato da Brian Posehn.
- Brandon (stagioni 1-2), doppiato da Mark Womack.
- Roy Teppert (stagioni 1-2), doppiato da David Pires.
- Dott. Ian Black (stagioni 1-2), doppiato da Michael Ian Black.

## Produzione
Tom Goes to the Mayor ha le sue origini come fumetto sul web su timanderic.com. La serie diventò popolare e ha ottenuto un sequel web, in cui David Cross figura come guest star. Bob Odenkirk ha notato il potenziale della serie e ha iniziato a produrla per Adult Swim. Adult Swim ha descritto Tom Goes to the Mayor come "una delle serie più polarizzanti" che abbiano mai avuto, indicando che gli spettatori "lo amano o lo odiano".

## Distribuzione

### Trasmissione internazionale
- 14 novembre 2004 negli Stati Uniti d'America su Adult Swim.[1]
- 1º settembre 2006 in Canada su Teletoon at Night.[5]
- 2006 nel Regno Unito su Bravo;[6]
- 2006 in Australia su Adult Swim;[7]
- 18 giugno 2007 in Russia su 2x2.

### Edizioni home video
Il 3 aprile 2007 l'intera serie è stata distribuita in DVD. Oltre ad essere disponibile in DVD, Tom Goes to the Mayor è disponibile anche su iTunes.
| Stagione       | Episodi | Data di pubblicazione DVD | Data di pubblicazione DVD | Data di pubblicazione DVD |
| Stagione       | Episodi | Regione 1                 | Regione 2                 | Regione 4                 |
| -------------- | ------- | ------------------------- | ------------------------- | ------------------------- |
| Prima stagione | 30      | 3 aprile 2007             | N/A                       | 2004                      |
| Prima stagione | 30      | 3 aprile 2007             | N/A                       | 2007                      |